# Cadaba ruspolii
Cadaba ruspolii är en kaprisväxtart som beskrevs av Ernest Friedrich Gilg. Cadaba ruspolii ingår i släktet Cadaba och familjen kaprisväxter. Inga underarter finns listade i Catalogue of Life.